# Ostrivok, Kamin-Kașîrskîi
Ostrivok (în ucraineană Острівок) este un sat în comuna Cerce din raionul Kamin-Kașîrskîi, regiunea Volînia, Ucraina.

## Demografie
Componența lingvistică a localității Ostrivok
     Ucraineană (99,2%)
     Alte limbi (0,8%)
Conform recensământului din 2001, majoritatea populației localității Ostrivok era vorbitoare de ucraineană (99,2%), existând în minoritate și vorbitori de alte limbi.